# ويليام جاك (عداء سريع)
ويليام جاك (بالإنجليزية: William Jack) هو عداء سريع بريطاني، ولد في 20 ديسمبر 1930.

## وصلات خارجية
- ويليام جاك على موقع أوليمبيديا (الإنجليزية)
- ويليام جاك على موقع اللجنة الأولمبية البريطانية (الإنجليزية)